# Tschupbach
Tschupbach ist ein Weiler in der Gemeinde Serfaus im Bezirk Landeck in Tirol. Er liegt am Talboden des Oberen Gerichts ca. 1 km südwestlich von Tösens.

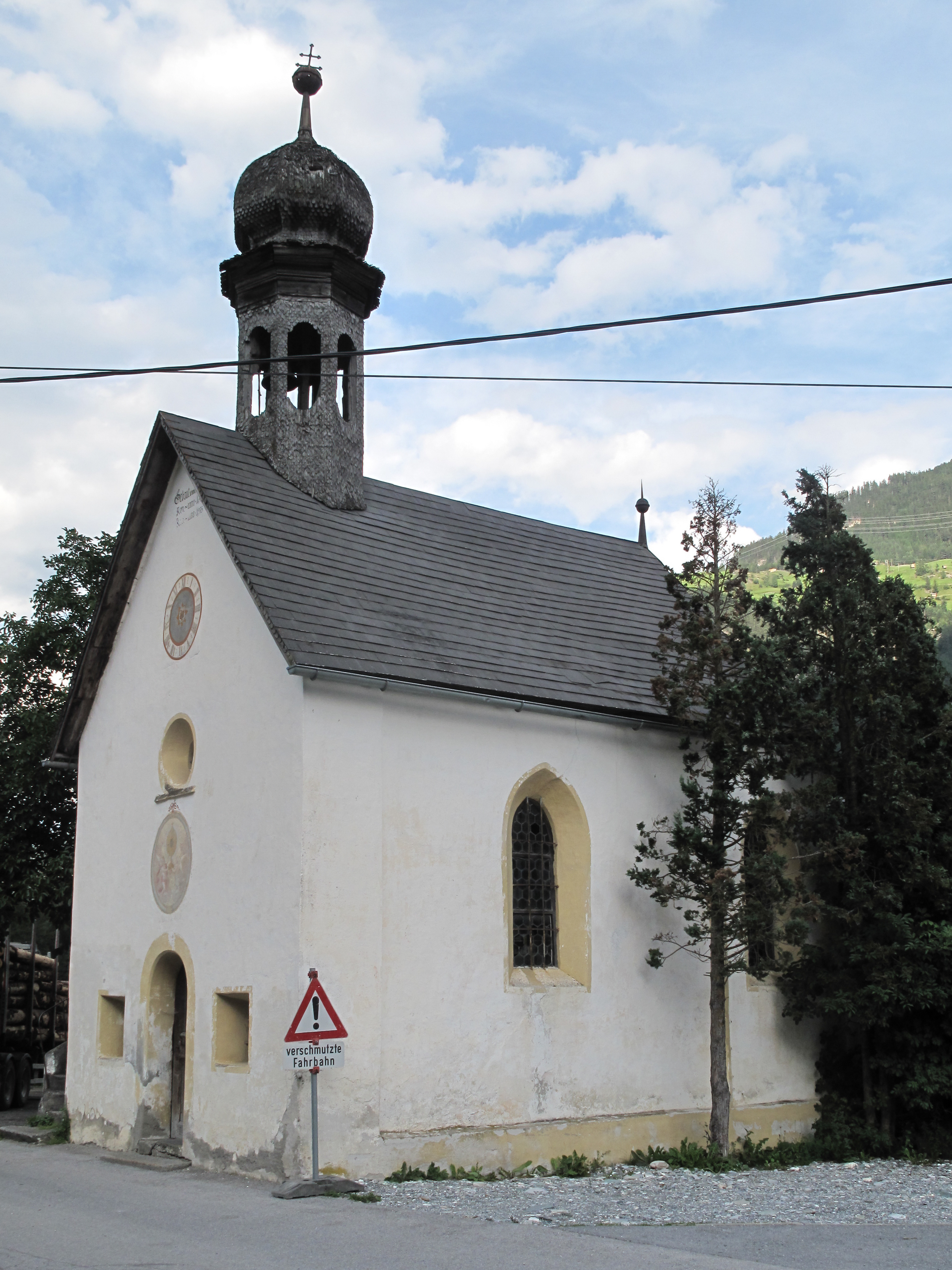
Mariahilfkapelle

1991 bestand Tschupbach aus 8 Gebäuden und hatte 32 Einwohner. 1427 wurde ein Urhof erwähnt, 1681–1683 wurde die Mariahilfkapelle errichtet, die um 1735 barockisiert wurde.